# Praxis mit Meerblick – Verlobung mit Hindernissen
Verlobung mit Hindernissen ist ein deutscher Fernsehfilm von Jan Ruzicka aus dem Jahr 2025. Es handelt sich um den 24. Film der ARD-Reihe Praxis mit Meerblick mit Tanja Wedhorn als Ärztin Nora Kaminski in der Hauptrolle. Die deutsche Erstausstrahlung erfolgte am 18. April 2025 auf dem ARD-Sendeplatz „Endlich Freitag im Ersten“.

## Handlung
Max hat die Verlobung mit Nora minutiös geplant, Michael Kubatsky ist für das Feuerwerk zuständig, die Terrasse im Schlosshotels Lietzow die Bühne. Leider knallt der Champagnerkorken zu heftig und Nora wirft Max die Serviette zu, was Michael als Start für das Feuerwerk deutet, obwohl der Zeitpunkt viel zu früh ist. Kaum hat die Chefin Leonie Karst den Gruß aus der Küche gebracht, muss Nora in der Küche erste Hilfe leisten, denn die Chefköchin Elisa Tack hat stechende Schmerzen im Bauch. Nora will sie wegen einer Pankreatitis ins Krankenhaus überweisen, sie geht jedoch nicht hin. Der Grund ist, dass sie vermutet, dass ein berühmter Restaurantkritiker demnächst kommt und ihr damit einen Karrieresprung ermöglichen kann. Dann landet sie notfallmässig doch im Krankenhaus und ihr Team kann den Tester überzeugen.
Dr. Heckmann fragt sich noch immer, wieso Roswitha wusste, dass das Bild eine Fälschung ist und wieso sie weiß, wer es gemacht hat, denn sie erkannte das übermalte Bild. So bringt sie ihn zusammen mit Michael zum Kunstgaleristen Elmar Igelbrink, sie verbindet nämlich eine stürmische Zeit in ihrer Jugend, die darin gipfelte, dass er sie nackt gemalt hat.
Mandy möchte mehr Zeit für sich, sie hat jedoch kein Vertrauen in den Kindsvater Jan, der gerne mehr Zeit mit dem gemeinsamen Kind verbringen will. Es braucht Überwindung, aber sie schaffen es.

## Produktionsnotizen
Die Dreharbeiten für Verlobung mit Hindernissen erstreckten sich zeitgleich mit der vorhergehenden Episode Volle Kraft voraus vom 9. April bis zum 13. Juni 2024. Die Produktion erfolgte durch die Real Film Berlin. Als Schauplätze dienten die Insel Rügen und die deutsche Landeshauptstadt Berlin.

## Rezeption

### Einschaltquote
Die Erstausstrahlung am 18. April 2025 im Ersten wurde von 3,78 Millionen Zuschauern gesehen, was einem Marktanteil von 15,6 % entspricht.

### Kritik
Die Kritiker der Fernsehzeitschrift TV Spielfilm zeigten mit dem Daumen nach oben und fassten den Film mit den Worten „Dieses Seelen-Balsam gibt es rezeptfrei“ zusammen.